# Thirteenth Step
Thirteenth Step ist das zweite Studioalbum der US-amerikanischen Progressive-Rock-Band A Perfect Circle.
Das Album ist am 16. September 2003 erschienen, also drei Jahre nach dem Erscheinen des ersten Studioalbums, Mer de Noms. Als Singles erschienen die Songs Weak and Powerless, The Outsider und Blue.

## Hintergrund
Es wird vermutet, dass der Titel des Albums eine Anspielung auf das Zwölf-Schritte-Programm ist, einem Abstinenz-Unterstützungsprogramm der Anonymen Alkoholiker. Maynard James Keenan sagt auf einem Kommentar für die aMOTION-DVD, dass Thirteenth Step ein Konzeptalbum ist, bei dem sich alle Tracks mit dem Problem der Abhängigkeit beschäftigen. Auch das Folgealbum eMOTIVe von 2004 ist ein Konzeptalbum; in diesem Fall beschäftigt sich das Werk mit der Anti-Kriegsbewegung.
Zum Zeitpunkt des Erscheinens hatten Troy Van Leeuwen und Paz Lenchantin die Band verlassen. Bassist Jeordie White, der zuvor bei Marilyn Manson unter dem Namen Twiggy Ramirez bekannt war, und Gitarrist James Iha, der zuvor bei den Smashing Pumpkins gespielt hatte, ersetzten Van Leeuwen und Lenchantin. Iha wirkte allerdings nicht bei der Entstehung von Thirteenth Step mit.
Das Album wurde von den Lesern der Musikzeitschrift Visions auf Platz 26 der "150 Platten für die Ewigkeit" gewählt.

## Titelliste
1. The Package – 7:40
2. Weak and Powerless – 3:15
3. The Noose – 4:53
4. Blue – 4:13
5. Vanishing – 4:51
6. A Stranger – 3:12
7. The Outsider – 4:06
8. Crimes – 2:34
9. The Nurse Who Loved Me – 4:04
10. Pet – 4:34
11. Lullaby – 2:01
12. Gravity – 5:08

Musik und Texte stammen von Billy Howerdel, Maynard James Keenan, Josh Freese (Titel 8 und 12), Jeordie White (Titel 8 und 12), Troy Van Leeuwen (Titel 12), Paz Lenchantin (Titel 12)
Der neunte Song auf dem Album, The Nurse Who Loved Me, ist eine Coverversion eines Liedes von Failure (Musik und Text: Greg Edwards und Ken Andrews).